# Drakensberg

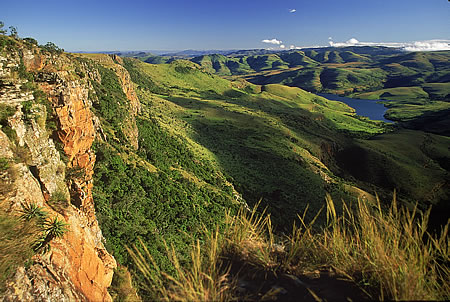
Paisagem do uKhahlamba / Drakensberg

O Drakensberg (em africâner lit. "Montanhas do Dragão") ou Dracoberga é uma cordilheira que estende-se por mais de 1000 km, paralelamente à costa oriental da África do Sul, abrangendo parte do Lesoto e as províncias do Cuazulo-Natal, Estado Livre, Limpopo e Mepumalanga. O nome desta cordilheira em língua zulu é uKhahlamba, que significa "barreira de lanças".
A cordilheira é uma extensão da Grande Escarpa da África Austral, que forma o limite sul do planalto central de África. O monte Thabana Ntlenyana, com 3.482,10 metros de altitude, no Lesoto, é o ponto mais elevado deste complexo, e também de toda a África Austral.
O Parque Nacional de uKhahlamba ou Parque Nacional do Drakensberg, localizado na província sul-africana do Cuazulo-Natal, junto à fronteira com o Lesoto, é um conjunto de grande beleza natural que foi inscrito pela UNESCO na lista do Património Mundial em 2000.
Outro património bem conhecido do Drakensberg é o Parque Nacional Real do Natal (Royal Natal National Park), onde se encontra a nascente do rio Tugela e as cataratas do Tugela, com 912 m de altura, que são as segundas maiores do mundo.